# Carlo di Württemberg-Bernstadt
Carlo di Württemberg-Bernstadt (Juliusburg, 11 marzo 1682 – Bernstadt, 8 febbraio 1745) è stato un generale e duca prussiano.

## Biografia
Carlo era l'unico figlio sopravvissuto del Duca Giulio Sigismondo di Württemberg-Juliusburg (1653-1684) e di Anna Sofia (1647-1726), figlia del Duca Adolfo Federico I di Meclemburgo-Schwerin. Sino al 1704 fu posto sotto protettorato e dopo la morte del padre nel 1684 aveva ottenuto la reggenza del ducato di Württemberg-Juliusburg.
Egli frequentò l'accademia di Wolfenbüttel ed il 20 dicembre 1703 sposò a Meiningen la Principessa Guglielmina Luisa (1686-1753) figlia del Duca Bernardo I di Sassonia-Meiningen. Il matrimonio rimase senza eredi.
Carlo governò i propri territori in maniera arbitraria e spregiudicata, il che gli attirò le ire di personaggi di rilievo come l'Imperatore Giuseppe I d'Asburgo. Per pagare le folli spese sostenute dalla sua condotta, fu costretto a vendere la signoria sul villaggio di Goschütz ai conti di Reichenbach.

## Ascendenza
|                                                 |                                          |                                                 | Genitori                                      |  |  | Nonni |  |  | Bisnonni                                         |  |  | Trisnonni                         |  |
|                                                 |                                          |                                                 |                                               |  |  |       |  |  | Julius Friedrich, duca di Württemberg-Weiltingen |  |  | Friedrich I, duca del Württemberg |  |
|                                                 |                                          |                                                 |                                               |  |  |       |  |  | Julius Friedrich, duca di Württemberg-Weiltingen |  |  | Friedrich I, duca del Württemberg |  |
|                                                 |                                          | Sibylla von Anhalt                              |                                               |  |  |       |  |  | Julius Friedrich, duca di Württemberg-Weiltingen |  |  |                                   |  |
| Silvius I Nimrod, duca di Württemberg-Oels      |                                          |                                                 |                                               |  |  |       |  |  | Julius Friedrich, duca di Württemberg-Weiltingen |  |  |                                   |  |
|                                                 |                                          | Anna Sabina von Schleswig-Holstein-Sonderburg   | Johann, duca di Schleswig-Holstein-Sonderburg |  |  |       |  |  |                                                  |  |  |                                   |  |
|                                                 |                                          | Anna Sabina von Schleswig-Holstein-Sonderburg   | Johann, duca di Schleswig-Holstein-Sonderburg |  |  |       |  |  |                                                  |  |  |                                   |  |
|                                                 |                                          | Anna Sabina von Schleswig-Holstein-Sonderburg   | Agnes Hedwig von Anhalt                       |  |  |       |  |  |                                                  |  |  |                                   |  |
| Julius Siegmund, duca di Württemberg-Juliusburg |                                          | Anna Sabina von Schleswig-Holstein-Sonderburg   |                                               |  |  |       |  |  |                                                  |  |  |                                   |  |
|                                                 |                                          | Karl Friedrich I, duca di Münsterberg-Oels      | Karl II, duca di Münsterberg-Oels             |  |  |       |  |  |                                                  |  |  |                                   |  |
|                                                 |                                          | Karl Friedrich I, duca di Münsterberg-Oels      | Karl II, duca di Münsterberg-Oels             |  |  |       |  |  |                                                  |  |  |                                   |  |
|                                                 |                                          | Karl Friedrich I, duca di Münsterberg-Oels      | Elisabeth Magdalena von Brieger               |  |  |       |  |  |                                                  |  |  |                                   |  |
| Elisabeth Marie von Münsterberg-Oels            |                                          | Karl Friedrich I, duca di Münsterberg-Oels      |                                               |  |  |       |  |  |                                                  |  |  |                                   |  |
|                                                 |                                          | Anna Sophia von Sachsen-Weimar                  | Friedrich Wilhelm I, duca di Sassonia-Weimar  |  |  |       |  |  |                                                  |  |  |                                   |  |
|                                                 |                                          | Anna Sophia von Sachsen-Weimar                  | Friedrich Wilhelm I, duca di Sassonia-Weimar  |  |  |       |  |  |                                                  |  |  |                                   |  |
|                                                 |                                          | Anna Sophia von Sachsen-Weimar                  | Anna Maria von Pfalz-Neuburg                  |  |  |       |  |  |                                                  |  |  |                                   |  |
| Karl, duca di Württemberg-Juliusburg            |                                          | Anna Sophia von Sachsen-Weimar                  |                                               |  |  |       |  |  |                                                  |  |  |                                   |  |
|                                                 | Johann VII, duca di Meclemburgo-Schwerin | Johann Albrecht I, duca di Meclemburgo-Schwerin |                                               |  |  |       |  |  |                                                  |  |  |                                   |  |
|                                                 | Johann VII, duca di Meclemburgo-Schwerin | Johann Albrecht I, duca di Meclemburgo-Schwerin |                                               |  |  |       |  |  |                                                  |  |  |                                   |  |
|                                                 | Johann VII, duca di Meclemburgo-Schwerin | Anna Sophie von Preußen                         |                                               |  |  |       |  |  |                                                  |  |  |                                   |  |
| Adolf Friedrich I, duca di Meclemburgo-Schwerin | Johann VII, duca di Meclemburgo-Schwerin |                                                 |                                               |  |  |       |  |  |                                                  |  |  |                                   |  |
|                                                 |                                          | Sophia von Schleswig-Holstein-Gottorf           | Adolf I, duca di Schleswig-Holstein-Gottorp   |  |  |       |  |  |                                                  |  |  |                                   |  |
|                                                 |                                          | Sophia von Schleswig-Holstein-Gottorf           | Adolf I, duca di Schleswig-Holstein-Gottorp   |  |  |       |  |  |                                                  |  |  |                                   |  |
|                                                 |                                          | Sophia von Schleswig-Holstein-Gottorf           | Christine von Hessen                          |  |  |       |  |  |                                                  |  |  |                                   |  |
| Anna Sophia von Mecklenburg-Schwerin            |                                          | Sophia von Schleswig-Holstein-Gottorf           |                                               |  |  |       |  |  |                                                  |  |  |                                   |  |
|                                                 |                                          | Julius Ernst, duca di Brunswick-Dannenberg      | Heinrich III, duca di Brunswick-Lüneburg      |  |  |       |  |  |                                                  |  |  |                                   |  |
|                                                 |                                          | Julius Ernst, duca di Brunswick-Dannenberg      | Heinrich III, duca di Brunswick-Lüneburg      |  |  |       |  |  |                                                  |  |  |                                   |  |
|                                                 |                                          | Julius Ernst, duca di Brunswick-Dannenberg      | Ursula von Sachsen-Lauenburg                  |  |  |       |  |  |                                                  |  |  |                                   |  |
| Marie Katharina von Braunschweig-Dannenberg     |                                          | Julius Ernst, duca di Brunswick-Dannenberg      |                                               |  |  |       |  |  |                                                  |  |  |                                   |  |
|                                                 |                                          | Maria von Ostfriesland                          | Edzard II, conte della Frisia orientale       |  |  |       |  |  |                                                  |  |  |                                   |  |
|                                                 |                                          | Maria von Ostfriesland                          | Edzard II, conte della Frisia orientale       |  |  |       |  |  |                                                  |  |  |                                   |  |
|                                                 |                                          | Maria von Ostfriesland                          | Katarina Gustavsdotter Vasa                   |  |  |       |  |  |                                                  |  |  |                                   |  |
|                                                 |                                          | Maria von Ostfriesland                          |                                               |  |  |       |  |  |                                                  |  |  |                                   |  |

| Controllo di autorità | VIAF (EN) 45159076 · CERL cnp00436603 · GND (DE) 121504514 |